# 皮奥伊州伊皮兰加
皮奥伊州伊皮兰加（葡萄牙語：Ipiranga do Piauí）是巴西皮奥伊州的一个市镇。总面积527.716平方公里，总人口9407人，人口密度17.8人/平方公里。